# Cassville (Pennsilvània)
Cassville és una població dels Estats Units a l'estat de Pennsilvània. Segons el cens del 2000 tenia 152 habitants.

## Demografia
Segons el cens del 2000, Cassville tenia 152 habitants, 65 habitatges, i 46 famílies. La densitat de població era de 103 habitants per quilòmetre quadrat.
Dels 65 habitatges en un 24,6% hi vivien nens de menys de 18 anys, en un 60% hi vivien parelles casades, en un 7,7% dones solteres, i en un 29,2% no eren unitats familiars. En el 29,2% dels habitatges hi vivien persones soles el 18,5% de les quals corresponia a persones de 65 anys o més que vivien soles. El nombre mitjà de persones vivint en cada habitatge era de 2,34 i el nombre mitjà de persones que vivien en cada família era de 2,87.
Per edats la població es repartia de la següent manera: un 20,4% tenia menys de 18 anys, un 7,9% entre 18 i 24, un 27,6% entre 25 i 44, un 18,4% de 45 a 60 i un 25,7% 65 anys o més.
L'edat mediana era de 42 anys. Per cada 100 dones de 18 o més anys hi havia 86,2 homes.
La renda mediana per habitatge era de 30.625 $ i la renda mediana per família de 33.500 $. Els homes tenien una renda mediana de 29.375 $ mentre que les dones 18.333 $. La renda per capita de la població era de 13.628 $. Entorn de l'11,4% de les famílies i el 9,9% de la població estaven per davall del llindar de pobresa.

## Poblacions més properes
El següent diagrama mostra les poblacions més properes.